# Randstad Holding
Randstad Holding é uma empresa holandesa especializada em soluções de trabalho flexível e recursos humanos. A sede da empresa fica em Diemen, perto de Amesterdão. A empresa disponibiliza os seguintes serviços: Trabalho Temporário, Soluções de HR, Professionals, Contact Centres e Inhouse Services.

## Em Portugal
Começou a operar em Portugal como Psicoemprego e Psicoforma até que em 1999 faz rebranding e se torna Vedior Psicoemprego. Mas esse nome durou pouco tempo dado que após a fusão com a Select passou a Select Vedior até a Tempo-Team. Atualmente opera como o nome de Randstad Portugal e é uma das maiores empresas de recrutamento de emprego a nível nacional.
Em Portugal a sede da Randstad encontra-se em Lisboa e conta ainda com mais 23 delegações instaladas em Aveiro, Abrantes, Braga, Caldas da Rainha, Covilhã, Faro, Figueira da Foz, Funchal, Leiria, Maia, Mem Martins, Ovar, Porto, Santarém, São João da Madeira, Setúbal, Sines, Valença, Viana do Castelo, Vila Franca de Xira, Vila Nova de Famalicão, Viseu e Vila Nova de Gaia.
A Randstad tem ainda em Portugal diversos Call Centers e Contact Centres instalados em cidades como: Amarante, Beja, Braga, Lisboa, Oeiras, Elvas, Évora, Covilhã, Vila Real, Vila Nova de Famalicão, Porto, Lamego, Viseu, Guarda, Castelo Branco, Sintra, Oliveira do Hospital, Funchal, Faro e Penafiel.

## Áreas de negócio

### Human consulting
Esta área passa pela formação e consultoria. Trata da adaptação do capital humano às necessidades e à estrutura organizacional de cada empresa que contrata os serviços da Randstad. O desenvolvimento da carreira, a gestão e avaliação da performance de cada membro é também um dos focos da empresa.

### Inhouse Services
É a área responsável pela contratação de trabalhadores temporários quando há necessidade de contratar um número elevado de funcionários por um tempo limitado. Implica a gestão do trabalho flexível, de modo a obter: um aumento da produtividade, retenção da flexibilidade e qualidade. 

### Outsourcing
É a área que se centra na criação, desenvolvimento, gestão operacional, análise e inovação constante de contact centres da Randstad ou do cliente.

### Professionals
Esta área dedica-se ao recrutamento e seleção especializado de quadros médios e superiores, executive search, assessment e outplacement. As principais áreas de atuação são: comercial e marketing, finance & banking, fiscalidade e área jurídica e engenharia e indústria.

### Staffing
É a área responsável pelo recrutamento, pela seleção e gestão contratual de cada trabalhador Randstad. Este processo é realizado através de uma avaliação da adequação à organização, à estrutura e à função.

### Randstad Digital
Em agosto de 2023, a Randstad lançou ao mercado a Randstad Digital, uma nova área de negócio dedicada a oferecer soluções digitais avançadas. A Randstad Digital está estruturada em quatro linhas de serviço principais:
1. Cloud & Infrastructure: Focada na modernização de infraestrutura, desenvolvimento nativo em nuvem, DevOps e operações de nuvem.
2. Digital & Product Engineering: Inclui serviços de engenharia, desenvolvimento de aplicações, engenharia de qualidade e sistemas conectados e IoT.
3. Data & Analytics: Abrange modernização de dados, inteligência de dados, visualização de dados e automação e IA.
4. Customer Experience: Envolve design de experiência (UX/UI), experiência omnicanal, marketing e experiência em plataformas.

A Randstad Digital também se destaca pelos seus modelos de engajamento, que são:
- Talent Services: Provisão de talentos especializados e emergentes em larga escala.
- Global Delivery Centers: Centros de entrega globais que permitem uma capacidade de entrega eficiente e inovadora.
- Managed Solutions: Soluções gerenciadas que garantem a entrega de inovação e capacidade, ao mesmo tempo que reduzem custos para os clientes.

Em Portugal, a Randstad Digital está presente desde 2019, devido à aquisição do grupo Ausy em 2017. O relançamento para Randstad Digital ocorreu em 2023, alinhando-se com o resto do mundo para proporcionar uma oferta unificada e especializada em serviços digitais. Agora, conta também com parceiros chave como Google Cloud, AWS, ServiceNow, Microsoft, Databricks e Snowflake, fortalecendo ainda mais a sua capacidade de entregar soluções inovadoras e eficientes.

## Informações Financeiras
A Randstad assinalou, a nível global, um aumento da facturação, registando 6.022 milhões de euros no segundo trimestre de 2018. O EBITA chegou aos 283 milhões de euros, uma subida de 10% face a igual período do ano anterior.